# Бердянський завод сільгосптехніки
Бердянський завод сільгосптехніки — українське підприємство, яке спеціалізується на розробці і виробництві сільськогосподарських машин, навісного обладнання для збирання зернових, олійних, бобових, кормових та інших культур.
Продукція заводу поставляється споживачам України, експортується в Росію, Казахстан, Молдову, країни Євросоюзу (Болгарія, Литва, Латвія).
В основу створення сільгосптехніки закладені кращі традиції бердянських сільгоспмашинобудівників, їх багаторічний досвід і професіоналізм.
Станом на 2017 рік заводом виробляється понад 17 моделей і 170 модифікацій сільськогосподарської техніки, що відповідає сучасним вимогам. Це жниварки причіпні і навісні, прес-підбирачі рулонні і тюкові, платформи-підбирачі, пристосування (ліфтери) для збирання соняшника і ріпаку. Для фермерів виготовляються косарки сегментно-пальцеві і роторні.
У той же час конструкторським бюро заводу закінчується розробка нових зразків жниварок для збирання кукурудзи, соняшнику, сої, візків для транспортування жниварок. При їх створенні, враховані думки та побажання професіоналів, які експлуатують техніку в польових умовах.
Так, рисова жатка ЖРН-5 розроблена виходячи з вимог рисівників-практиків України, Росії та Казахстану, які використовують їх для прибирання рису.
Високий технічний рівень, надійність, якість прибирання порівнянне з закордонними аналогами, є головними особливостями продукції заводу. А сервісне обслуговування і оперативна поставка запасних частин виключають простої техніки під час збирального сезону.